# Bialy

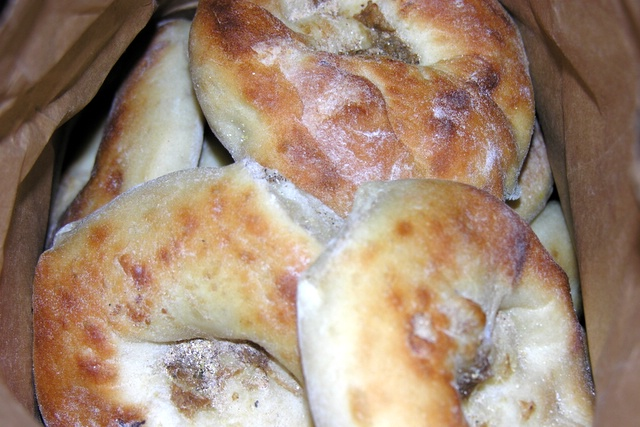
Bialys.

El bialy (abreviatura de Bialystoker Kuchen, ‘pastís de Białystok’, una ciutat de Polònia) és un panet tradicional de la cuina asquenazita polonesa. Té d'un diàmetre de fins a 15 cm i la seva massa amb llevat és semblada a la del bagel, però a diferència d'aquest no es cou abans d'enfornar-lo, i en lloc d'un forat al centre té una depressió. Abans de posar-lo al forn, aquesta es farcida amb ceba picada i altres ingredients, com all, llavor de rosella o farina de galeta.
El bialy va ser portat originalment als Estats Units pels immigrants jueus asquenazites de la fi del segle xix i començ del XX. Primer va ser comercialitzat en l'estat de Nova York per Harry Cohen, propietari d'una botiga de bagels.

## En la cultura popular
El 2000, l'ex escriptora de menjar del New York Times, Mimi Sheraton, va escriure un llibre dedicat a la bialy i el seu paper com a símbol del patrimoni jueu de Białystok, titulat The Bialy Eaters: The Story of a Bread and a Lost World.